# Винарово (област Стара Загора)
 За другото българско село с име Винарово вижте Винарово (Област Видин).  
Винàрово е село в Южна България, община Чирпан, област Стара Загора.

## География
Село Винарово се намира на около 22 km югозападно от областния център Стара Загора и 13 km север-североизточно от общинския център Чирпан. Разположено е в югоизточната част на Чирпанските възвишения, в плитката долина на течащата от северозапад на югоизток през селото река Мартинка (Голяма река, Винаровска река). Надморската височина в центъра на селото е около 292 m. Климатът е преходно-континентален Почвите в землището са типични канелени.
Общински пътища свързват Винарово: на север – със село Могилово; на югоизток – през село Малко Тръново, покрай жп спирка „Свобода“ (на Главна железопътна линия № 8 Пловдив – Бургас) и през село Свобода до връзка с второкласния републикански път II-66 (и по него до Чирпан). До връзка с републиканския път II-66 води и неасфалтиран (към 2012 г.) път от Винарово на югозапад. На около 4 km югоизточно от селото минава автомагистрала „Тракия“, с която то няма пряка връзка.
Местността предлага отлични условия за отглеждане на лозя, тютюн и зеленчуци.
Землището на село Винарово граничи със землищата на: село Могилово на север; село Яворово на североизток и изток; село Яздач на изток; село Малко Тръново на югоизток и юг; село Свобода на юг; село Рупките на югозапад и запад; село Спасово на запад; село Изворово на запад; село Стоян-Заимово на северозапад.
На около 2 km северозападно от селото в местността Еледжика се намира туристическа (ловна) хижа, която през последните години е западнала значително.
Числеността на населението на село Винарово по данните от преброяванията от 1934 г. насам се променя както следва:
| \| Година на преброяване \| Численост \| \| --------------------- \| --------- \| \| 1934 \| 1579 \| \| 1946 \| 1529 \| \| 1956 \| 1418 \| \| 1965 \| 1134 \| \| 1975 \| 856 \| \| 1985 \| 675 \| \| 1992 \| 553 \| \| 2001 \| 418 \| \| 2011 \| 256 \| \| 2021 \| 274 \| |           |
| Година на преброяване | Численост |
| 1934 | 1579      |
| 1946 | 1529      |
| 1956 | 1418      |
| 1965 | 1134      |
| 1975 | 856       |
| 1985 | 675       |
| 1992 | 553       |
| 2001 | 418       |
| 2011 | 256       |
| 2021 | 274       |

Етническият състав на населението по численост и дял на етническите групи според преброяването през 2011 г. е:
| Етнически групи     | Численост | Дял (в %) |
| Общо                | 256       | 100       |
| Българи             | 249       | 97,27     |
| Турци               | 0         | 0         |
| Цигани              | 0         | 0         |
| Други               | 0         | 0         |
| Не се самоопределят | 0         | 0         |
| Не отговорили       | 7         | 2,73      |

## История
В околностите на Винарово има следи от праисторически и тракийски селища и средновековно калè. Открити са тракийски светилища, оброчни плочи и части от тракийска колесница с изящна бронзова украса. Според Васил Миков селището е носило латинското название Лупи фонтани, османизирано в Куртбунар.
На днешното място селото е известно от 1620 г. През 1872 г. Васил Левски основава в селото революционен комитет. По време на Руско-турската война (1877 – 1878 г.) над 200 души въстанали селяни от тогавашното Курт бунар (Винарово) водят сражение (20 юли 1877 г.) с редовна турска войска, но са разбити и селото е опожарено.
След Руско-турската война 1877 – 1878 г. по Берлинския договор 1878 г. село Курт бунар остава в Източна Румелия; присъединено е към България след Съединението 1885 г.. Село Курт бунар е преименувано на Винарово през 1906 г.
Училище (килийно) е създадено в село Курт бунар (Винарово) през 1831 г. Последвано е от първоначално училище, обучаващо деца до 4-то отделение. През 1888 г. е създадено училищно настоятелство. От 1943 г. училището е основно; от 1974 г. в него учат и децата от селата Яворово, Яздач и Малко Тръново. Основното училище „Димитър Благоев“ в село Винарово е закрито през 2006 г.
Църквата „Свети Димитър“ („Свети Димитрий“) в селото е спомената като съществуваща в архивни документи на църковното настоятелство от 1897 г.
Читалище „Свети свети Кирил и Методий“ в село Винарово е основано през 1927 г. В Информационната система на държавните архиви е посочена за основаването му 1921 г., но всички съхранявани негови архивни документи са с дати от и след 1927 г. През 2009 г. на законово основание към наименованието му е добавена годината на неговото първоначално създаване и то става „Свети свети Кирил и Методий-1927“.
Кредитна кооперация „Звезда“ в село Винарово е създадена през 1923 г. с цел кредитиране на членовете, доставка на стоки от първа необходимост, изкупуване на селскостопански произведения и откриване на потребителни магазини. От 1949 г. променя наименованието си на Всестранна кооперация „Звезда“, а от 1973 г. действа като част от Районна потребителна кооперация „Наркооп“ – Чирпан.
Трудово кооперативно земеделско стопанство (ТКЗС) в селото е учредено през 1949 г. През 1959 г. то губи самостоятелността си, като влиза в състава на ОТКЗС (Обединено ТКЗС) „Великият октомври“ – село Винарово. След няколко организационни промени стопанството е прекратено през 1995 г. като самостоятелно ТКЗС (отново) в ликвидация. Прекратяването през 1995 г. е в съответствие с разпоредби в ЗСПЗЗ, по които дейността на ликвидационните съвети е прекратена и стопанството се заличава в регистъра на окръжния съд.

## Обществени институции
Изпълнителната власт в село Винарово към 2025 г. се упражнява от кметски наместник.
В село Винарово към 2025 г. има:
- действащо читалище „Св.Св.Кирил и Методий-1927“;[23][24]
- православна църква „Свети Димитър“;[25]
- пощенска станция.[26]

## Културни и природни забележителности
Село Винарово попада в обхвата на Защитената зона по директивата за местообитанията „Чирпански възвишения“.
Част от землището на село Винарово попада в обхвата и на Защитената зона по директивата за местообитанията „Река Мартинка“.
Музей в село Винарово е основан от Стоян Пенев Тенев (1929 – 2010) и е ръководен дълги години от него. Част от експозицията е посветена на етнографското наследство на селото, а другата част – на историята на селото – от създаването му до годините на социализма в България. В една от залите има барелеф на Сталин, предоставен безвъзмездно на музея от бившия кмет Ангел Неделчев. До барелефа са изложени бюстове на Ленин и Георги Димитров. По стените на залата са изложени стотици снимки и експонати от миналото на селото. Съхранено е и почти пълното течение на „Път към комунизма“ – селски вестник, съществувал през 1960-те години. Запазени ca и следи от индустриалното развитие в селото – малък цех е произвеждал детски камиони, преси за рязане на картофи и газови котлони.

## Личности
- Петко Кацаров (1907 – 2001), роден във Винарово, воювал в редовете на Съветската армия[30], генерал-майор от МВР.